# الطبريات
الطبريات هي منطقة تابع لبلدة تل شهاب في ناحية المزيريب، وهي تفصل تل شهاب البلد عن حدود الأردن. يبلغ سكانها من 700 إلى 800 نسمة، يوجد فيها مدرسة ومسجد ومقبرة. ويعتبر تاريخ تأسيسها عام 1969م حيث تم شراء وإنشاء مزارع خاصة وبناء بعض الأبنية في ذلك التاريخ. تبعد عن مدينة درعا حوالي 23 كم وتمتد بطول 3كم محصورة من الغرب بالحدود الأردنية ومن الغرب بوادي الزيدي.